# Technoform
Technoform ist ein deutsches, international tätiges Familienunternehmen mit Hauptsitz in Kassel. Das Unternehmen ist auf die Extrusion von thermoplastischen Kunststoffprofilen spezialisiert und beschäftigt weltweit 1500 Mitarbeiter.

## Geschichte
Technoform wurde im Jahr 1969 von Karl-Hans Caprano und Erwin Brunnhofer in Kassel gegründet. Das Familienunternehmen begann unter dem Slogan „Präzision in Kunststoff“, zeichnungsgerechte technische Profile aus thermoplastischen Kunststoffen herzustellen. Bereits 1975 wurde die erste Patentanmeldung für das von Technoform entwickelte PPZ I Verfahren realisiert.
In den Gründungsjahren wurden spezielle Profile aus Polystyrol, Oberflächenprofile aus ABS für Skier und Laufflächenprofile aus Polyethylen gefertigt. Im Laufe der Zeit erweiterte das Unternehmen sukzessive das Produktportfolio und vergrößerte bereits seit den 1990er Jahren kontinuierlich die Fertigungs- und Vertriebskapazitäten in seinen verschiedenen Divisionen. Nunmehr ist das in zweiter Generation geführte Familienunternehmen – global betrachtet – in wichtigen Märkten mit eigenen Produktionsstätten oder regionalen Vertriebsstandorten auf nahezu allen Kontinenten präsent.
Jährlich produziert Technoform weltweit rund eine Milliarde Meter hochpräziser Kunststoffprofile und zählt damit zu den wichtigsten Anbietern in diesem Segment.
Ende September 2016 wurde bekannt, dass die zwei Firmen Extrusion Tooling GmbH (TET) in Kassel und die Fuldabrücker Technoform Bautec GmbH fusionieren wollen. Dies würde zum Erlöschen des Betriebsratsmandats der TET führen, was der Firmenleitung von mehreren Seiten den Vorwurf einbrachte, dies wäre der eigentliche Zweck der Fusion.

## Standorte
Hauptsitz des Unternehmens ist Kassel in Nordhessen. Hier gehört Technoform zu den bedeutendsten Unternehmen und Arbeitgebern der Wirtschaftsregion. Deutsche Produktionsstandorte liegen in Kassel und Lohfelden. International wird in Italien, Spanien, Polen, USA, China, Hongkong und Singapur produziert. Daneben unterhält Technoform weltweit in 25 Ländern Vertriebsstandorte: Australien, Belgien, Brasilien, China, Deutschland, Estland, Finnland, Frankreich, Griechenland, Großbritannien, Hongkong, Indien, Italien, Japan, Korea, Litauen, Neuseeland, Russland, Singapur, Spanien, Taiwan, Tschechien, Türkei, USA und Vereinigte Arabische Emirate.

## Produkte
Technoform ist auf die Extrusion von thermoplastischen Kunststoffprofilen spezialisiert. Diese Spezialisierung gilt insbesondere für die Herstellung und Entwicklung von Isolierprofilen für Fenster, Türen und Fassaden aus Aluminium. Auch im Glasrandbereich zählt Technoform zu den führenden Anbietern von Hybrid-Abstandhaltern für thermisch optimierte Lösungen für Isolierglasfenster. Maßgeschneiderte Lösungen und wichtige Systemkomponenten aus hochpräzisen thermoplastischen Kunststoffen für zahlreiche Branchen und Industrien ergänzen die zahlreichen Standardlösungen von Technoform.